# (5344) Ryabov
(5344) Ryabov est un astéroïde de la ceinture principale.

## Description
(5344) Ryabov est un astéroïde de la ceinture principale. Il fut découvert le 1er septembre 1978 à Naoutchnyï par Nikolaï Tchernykh. Il présente une orbite caractérisée par un demi-grand axe de 2,70 UA, une excentricité de 0,16 et une inclinaison de 7,1° par rapport à l'écliptique.

## Compléments